# Ben Schnetzer
Ben Schnetzer (Nueva York, 8 de febrero de 1990) es un actor estadounidense.

## Biografía
Schnetzer nació y se crio en la ciudad de Nueva York. Se graduó de la Escuela Guildhall de Música y Drama en Londres. Es hijo de los actores Stephen Schnetzer y Nancy Snyder. Tiene un hermano llamado Max.
En 2010, Schnetzer apareció en un episodio de Law & Order y coprotagonizó la serie Happy Town. Interpretó a Max Vandenburg en la película La ladrona de libros de 2013.
En 2018 protagoniza la miniserie La verdad sobre el caso Harry Quebert, basada en la novela homónima y actuó en Warcraft: El Origen, basada en el videojuego.

## Filmografía
| Año  | Título                                | Rol                 | Notas                                        |
| ---- | ------------------------------------- | ------------------- | -------------------------------------------- |
| 2007 | Ben's Plan                            | Ben Stephens        |                                              |
| 2010 | Law & Order                           | Dustin Henry        | Serie. 1 episodio                            |
| 2010 | Happy Town                            | Andrew Haplin       | Serie. 8 episodios                           |
| 2013 | La ladrona de libros                  | Max Vandenburg      |                                              |
| 2014 | Pride                                 | Mark Ashton         |                                              |
| 2014 | The Riot Club                         | Dimitri Mitropoulos |                                              |
| 2015 | Punk's Dead                           | Ross                |                                              |
| 2016 | Warcraft: El Origen                   | Khadgar             |                                              |
| 2016 | Snowden                               | Gabriel Sol         |                                              |
| 2016 | Goat                                  | Brad Land           | Personaje principal                          |
| 2017 | The Journey Is the Destination        | Dan Eldon           | Personaje principal                          |
| 2017 | La verdad sobre el caso Harry Quebert | Marcus Goldman      | Miniserie (10 episodios) Personaje principal |
| 2018 | Entebbe                               | Zeev Hirsch         |                                              |
| 2018 | The Grizzlies                         | Russ Sheppard       |                                              |
| 2018 | The Death & Life of John F. Donovan   | Rupert Turner       |                                              |
| 2018 | Saint Judy                            | Parker              |                                              |
| 2019 | The Giant                             | Joe                 |                                              |
| 2021 | Y: The Last Man                       | Yorick Brown        | Serie. 10 episodios                          |
| 2024 | El problema de los tres cuerpos       | Mike Evans joven    | Serie                                        |